# 安德烈耶夫冰原島峰
安德烈耶夫冰原島峰（英語：Andreev Nunatak）是南極洲的冰原島峰，位於葛拉漢地，處於梅特利奇納嶺以東2.8公里，海拔高度800米，以保加利亞的醫生命名。

## 外部連結

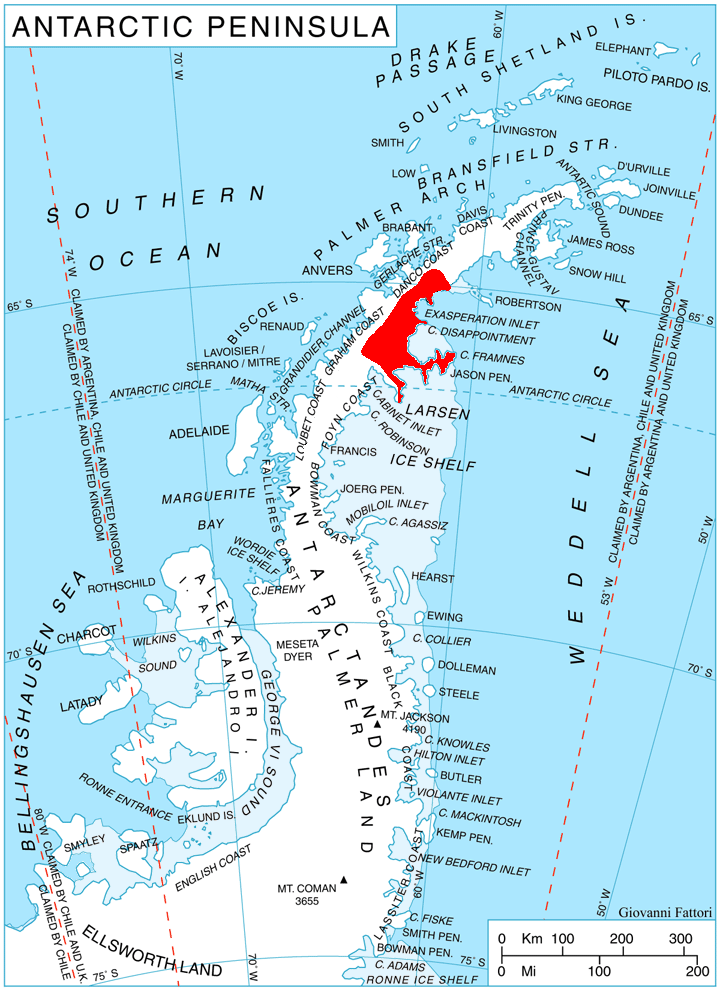

- Andreev Nunatak. （页面存档备份，存于） SCAR Composite Antarctic Gazetteer.

65°08′36″S 62°00′53″W / 65.14333°S 62.01472°W